# Топонимическая комиссия МЦ РГО
Топонимическая комиссия Московского центра Русского географического общества (МЦ РГО) — образована в 1959 году в Москве, объединяет географов, лингвистов, историков и представителей других специальностей, интересующихся топонимикой.

## История
Одним из основателей Топонимической комиссии и её первым руководителем (до 1964 года) стал выдающийся советский учёный-ономатолог и топонимист, народный академик Владимир Андреевич Никонов (1904—1988). Затем в течение примерно сорока лет её возглавлял один из крупнейших российских топонимистов, доктор географических наук, профессор Евгений Михайлович Поспелов (1923—2007). В состав бюро в разные годы входили Р. А. Агеева, В. Д. Беленькая, Г. П. Бондарук, А. А. Минкин, О. Р. Назаревский, Н. В. Подольская, Е. М. Поспелов, Г. П. Смолицкая, Т. П. Соколова, А. В. Суперанская.

## Научные направления
Научная тематика: теоретическая топонимика, изучение народной географической терминологии и её роли в формировании топонимов, определение по данным топонимики этнических границ, реконструирование былых географических условий, истории заселения территории и т. п.
Прикладные разделы: топонимические основы русской передачи иноязычных названий, топонимика в школьной географии, внедрение топонимики в программы высших учебных заведений.
Региональные исследования: топонимия Москвы, Московской области, центра России и других регионов. В последние годы в работе комиссии все большее место занимает социотопонимика.
Проведено более сорока студенческих научных конференций по топонимике, в которых участвовали студенты многих городов России.

## Публикации исследований
Результаты исследований членов комиссии опубликованы в многочисленных статьях, книгах, выходивших в серии «Вопросы географии» (7 выпусков), а также тематических и специальных сборниках.

### Серия «Вопросы географии»
- Географические названия (вып. 58, 1962).
- Изучение географических названий (вып. 70, 1966).
- Местные географические термины. В честь 60-летия Э. М. Мурзаева (вып. 81, 1970).
- Топонимия Центральной России (вып. 94, 1974).
- Топонимика на службе географии (вып. 110, 1979).
- Географические названия в Москве (вып. 126, 1985).
- Современная топонимика. Памяти Е. М. Поспелова (вып. 132, 2009).

### Тематические и специальные сборники
- Принципы топонимики. — М.: МФ ГО СССР, 1964.
- Руководство для собирания топонимов, микротопонимов, местных географических терминов и построения топонимических картотек центральных областей Европейской части СССР. — М.: МФ ГО СССР, 1970.
- Прикладная топонимика. — М.: МФ ГО СССР, 1983.
- Топонимика в региональных географических исследованиях. — М.: МФ ГО СССР, 1983.
- Этническая топонимика. — М.: МФ ГО СССР, 1987.
- Топонимия и общество. — М.: МФ ГО СССР, 1989.
- Топонимика СССР. — М.: МФ ГО СССР, 1990.
- Топонимика России. — М.: МЦ РГО, 1993.

### Доклады
- Материалы XL научной студенческой конференции по топонимике (март 2005).
- Материалы XLI научной студенческой конференции по топонимике (март 2006).
- Гидронимические работы Г. П. Смолицкой (Тезисы доклада Р. А. Агеевой, 12.12.2006).
- Материалы XLII научной студенческой конференции по топонимике (март 2007).
- Материалы XLIV научной студенческой конференции по топонимике (март 2009).
- Материалы XLV научной студенческой конференции по топонимике (март 2010)
- Материалы 48 научной студенческой конференции по топонимике (март 2013) (недоступная ссылка)